# Adam Colonia

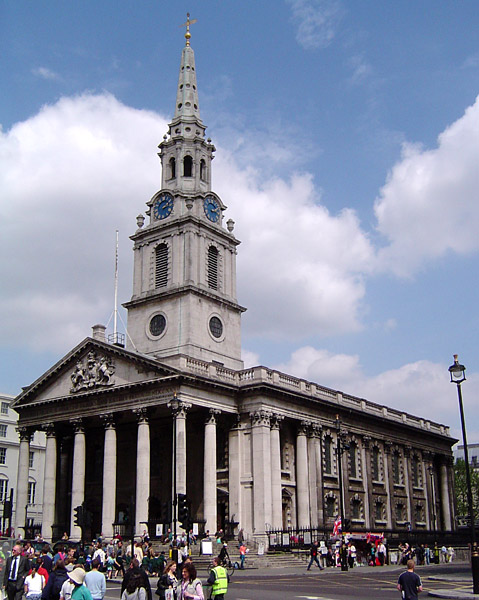
Grabeskirche Colonias St. Martin in the Fields, London.

Adam Colonia (* 12. August 1634 in Rotterdam; begraben 10. September 1685 in London) war ein holländischer Maler.
Adam Colonia war ein Sohn des Malers Isaack Colonia und der Machtelge Jans. Er wurde von seinem Vater und wahrscheinlich auch von seinem Großvater Adam Louisz. Colonia ausgebildet. Am 25. Dezember 1661 heiratete er Cornelia Ariens. 1670 übersiedelte er nach London, wo er bis zu seinem Tode blieb. Er ist vermutlich am 14. Januar 1685 gestorben, wurde aber erst am 10. September bei der Kirche St. Martin-in-the-Fields in London beigesetzt.
Colonia schuf vor allem Landschaften mit Hirtenstaffagen. Besonders beliebt war bei ihm das Thema der „Verkündigung an die Hirten“, das er in zahlreichen Varianten malte. Mit seinen Bildern steht er in der Nachfolge von Jan Daemen Cool und Egbert van der Poel. Seine Werke selbst waren Richtungsweisend für die Arbeiten von Cornelis Snellinck.

## Werke
- Amsterdam, Rijksmuseum
  - Nächtlicher Brand in einem Dorf.
- Bolton, Bolton Museum

Noah verlässt die Arche. 1663
- Harvard, Fogg Art Museum
  - Die Verkündigung an die Hirten.
- Helsinki, Ateneum
  - Verkündigung an die Hirten.
- Lons-Le-Saunier, Musée des Beaux-Arts
  - Die Anbetung der Hirten.
- Potsdam-Sanssouci, Bildergalerie
  - Nächtliche Hirtenszene. 1663
- Rotterdam, Museum Boijmans Van Beuningen
  - Die Verkündigung an die Hirten.
  - Nächtlicher Brand in einem Dorf.
- Stockholm, Nationalmuseum
  - Gruppenporträt von drei jungen Leuten in einer Landschaft. 1661
- Verbleib unbekannt
  - Die Verkündigung an die Hirten. (am 19. November 1987 bei Lempertz in Köln versteigert)
  - Hirten mit Vieh in einer südlichen Landschaft. (am 4. April 1996 bei Bonhams Knightsbridge in London versteigert)
  - Landschaft mit Hirten und Vieh unter Bäumen. (zwischen 1. und 2. September 1999 bei Christie's in Amsterdam versteigert)
  - Die Verkündigung an die Hirten. (am 6. Oktober 1999 im Dorotheum in Wien versteigert)
  - Strandansicht bei Nacht. (am 4. Oktober 2000 im Dorotheum in Wien versteigert)
  - Küstenlandschaft mit Schafherde und Schiffen im Hintergrund. (am 27. Januar 2000 bei Christie's im New York versteigert)
  - Die Verkündigung an die Hirten. (am 1. November 2001 bei Sotheby's in London versteigert)